# Gargallo (Spagna)
Gargallo è un comune spagnolo di 126 abitanti situato nella comunità autonoma dell'Aragona.